# Majer Antal
Majer Antal (Káloz, 1920. január 3. – Szombathely, 1995. december 29.) magyar erdőmérnök, tanszékvezető egyetemi tanár, az erdőművelés kiemelkedő professzora, az Erdészeti és Faipari Egyetem rektorhelyettese és díszdoktora.

## Élete
1920. január 3-án született Kálozon. Hat elemi iskola elvégzését követően a veszprémi piarista gimnázium diákja lett, ahol 1940-ben tett jeles szintű érettségit. A soproni egyetemen tanult tovább, ott szerezte meg erdőmérnöki diplomáját 1944-ben, ugyancsak jeles minősítéssel.
Gyakorlati munkáját még abban az évben a Veszprémi Erdőhivatalnál kezdte meg mint segéd-erdőmérnök. 1945-ben már a Szentgáli Erdőgondnokság vezetője volt, 1946–47-ben pedig üzemvezető lett a Franciavágási Fűrész- és Vasútüzemnél. 1948–50 között az Ugodi Erdőgondnokság vezetőjeként, majd további három évig az Ugodi Erdőgazdaság igazgatóhelyettes-főmérnökeként dolgozott. 1953-ban az Erdészeti Tudományos Intézethez került, ahol nyolc évet töltött, 1957–61 között az erdőművelési osztály vezetőjeként.
1961-ben visszatért a soproni egyetemre, ahol 1985-ig, nyugállományba vonulásáig az Erdőműveléstani Tanszék vezetőjeként dolgozott mint egyetemi docens, 1963-tól pedig mint egyetemi tanár (közben, 1962 és 1965 között rektorhelyettesi teendőket is ellátott).
Már gyakorló erdőmérnök korában dolgozott erdőművelési kutatóként is, a Magyar Tudományos Akadémia ösztöndíjával. Kutatóként elsősorban a Bakonyban, Sopron környékén és az ország több más pontján kialakított kísérleti területeken vizsgálta az erdei ökoszisztémák alakulását, az erdők természetes megújulását, az erdőnevelés és a faállomány-átalakítás kérdéseit. 1960-ban kandidátusi, 1974-ben akadémiai doktori fokozatot szerzett. 1988-ban az Erdészeti és Faipari Egyetem díszdoktorává avatta. Szombathelyen hunyt el, 1995. december 29-én.

## Művei
Szakirodalmi munkásságát kilenc önálló könyv, 18 könyvrészlet és 312 tanulmány fémjelzi. Legismertebb könyvei – Magyarország erdőtársulásai (1968), A Bakony tiszafása (1981), Fenyves a Bakonyalján (1988) – az Akadémiai Kiadó gondozásában jelentek meg. Szakmai körökben jól ismertek azok a szakkönyvei is, melyek a magyarországi viszonyokra sajátosan kialakított azon erdőtipológiával foglalkoznak, amelyre mint alapokra épültek rá a hazai táji erdőművelési irányelvek és azok gyakorlati alkalmazásai. Az erdő esztétikájával foglalkozó művei közül az utolsót, Az erdő poézise című verskötetet 1994-ben adta ki az Országos Erdészeti Egyesület. Tíz egyetemi, illetve szakmérnöki jegyzete még ma is alapvető oktatási eszközök az erdőmérnök-képzésben.

## Elismerései
Élete során mintegy 20 alkalommal részesült magas állami vagy szakmai kitüntetésekben, ezek közül kiemelkedők: Erdőgazdaság kiváló dolgozója (1957), Vadas Jenő-emlékérem (1968), Bedő Albert-díj (1973), MTESZ-díj (1977), Pro Natura emlékérem (1978), Eötvös-díj (1982), Pro Urbe Sopron emlékérem (1983), Munka Érdemrend arany fokozata (1984), Ember az Erdőért emlékplakett (1993), Pro Silva Hungariae (1994).

## Emlékezete
- Síremléke Szombathelyen, a Jáki úti temetőben található.
- A Nyugat-magyarországi Egyetem botanikus kertjében mellszobra őrzi emlékét.
- A Déli-Bakonyban, a Szentgál közelében magasodó Miklós Pál-hegyen a róla elnevezett impozáns kilátó is az ő emlékét őrzi[1]